# مبارزه کونلون
مبارزه کونلون (به انگلیسی: Kunlun Fight؛ چینی: 昆仑决؛ پین‌یین: Kūnlún Jué) با نام اختصاری (KLF) یک سازمان برای ترویج کیک‌بوکسینگ با برگزاری مسابقات هنرهای رزمی ترکیبی است که در سال ۲۰۱۴ تأسیس شده و مقر آن در پکن چین قرار دارد.